# Edward Cronin
Edward Cronin (Cork, Irlanda, 1º de fevereiro de 1801, - Brixton, 1º de fevereiro de 1882 ) foi um pioneiro da homeopatia na Inglaterra e um dos fundadores do movimento Irmãos de Plymouth.

## Vida
Cronin nasceu em 1801 em Cork, Irlanda, antes de se mudar para Dublin por motivos de saúde por volta de 1826. Em Dublin, ele estudou medicina no Meath Hospital e mais tarde utilizou sua habilidade médica na missão pioneira de Anthony Norris Groves em Bagdá - após a morte de sua primeira esposa em 1829, Cronin foi com Groves para administrar apoio médico, incluindo lidar com um surto da peste bubônica. Enquanto estava no Irã e mais tarde na Índia, ele também lidou com cólera e tifo usando princípios homeopáticos.
Cronin retornou à Inglaterra em 1836, onde, como médico, se tornou um dos primeiros a adotar a homeopatia no Reino Unido - estima-se que Cronin seja o quinto profissional desse tipo a introduzir a homeopatia. Ele era membro da Associação Homeopática Inglesa e, em 1858, tornou-se o último homem a se tornar um Lambeth MD antes do Ato Médico de 1858 abolir essa qualificação específica. Cronin se casou novamente e se estabeleceu em Brixton, onde viveu até sua morte em 1882.
O filho mais velho de Cronin, Eugene Francis Cronin, também começou a praticar homeopatia, e outro de seus filhos, Augustus Cronin, tornou-se dentista honorário do Hospital Homeopático de Londres.

## Fé
Originalmente um católico romano, quando Cronin se mudou para Dublin, ele se tornou membro de várias igrejas dissidentes na área, mas só foi admitido como visitante.  Ele começou a se encontrar com outros cristãos, incluindo Anthony Norris Groves, John Gifford Bellet e John Nelson Darby, cuja convicção de que a ordenação do clero era desnecessária e antibíblica, bem como sua teologia dispensacionalista e pré -milenista, que mais tarde se tornou os princípios principais do movimento Irmãos de Plymouth.
Ele permaneceu fiel a esse movimento por toda a vida, mas uma de suas últimas ações foi precipitar uma divisão no movimento já fraturado. Quando vários membros de uma assembleia decadente em Ryde pararam de comparecer à reunião, ele viajou para se encontrar com alguns deles e celebrar a Ceia do Senhor. Uma briga furiosa irrompeu com as diferentes assembleias discordando sobre qual lado estava certo e, portanto, para ser apoiado, com Darby, que simpatizava em particular com ele, atacando-o nos termos mais fortes. A disputa aumentou, mas não foi resolvida. 